# Centre pour l'image contemporaine
Il Centre pour l'Image Contemporaine (CIC), (in italiano: Centro per l'Immagine Contemporanea) fu un museo di arte contemporanea di Ginevra, in Svizzera.
Il CIC fu fondato nel 1985 come centro di lavoro per l'organizzazione di eventi e mostre che analizzassero  l'uso di nuove tecnologie nell'arte come video, multimedia ed internet senza trascurare la fotografia e il film tradizionale. Evento di particolare rilievo fu la Biennale dell'Immagine in Movimento di Ginevra.
il Centre d’Art Contemporain Genève (CAC) ne ha preso il posto nel 2010.